# Palais Baldovinetti
Le Palazzo Baldovinetti est situé dans la via dei Serragli à Florence. 

## Histoire et description
Le palais a été acheté par Michele di Leonardo Dati en 1545. Galileo Dati vivait dans ce palais, ami d'artistes et de scientifiques qui se rencontraient souvent dans son palais. La façade du bâtiment est typiquement du XVIe siècle, avec des éléments en pierre qui se détachent sur le fond de plâtre clair. Appartenant dès 1768 à la famille Baldovinetti, héritière des Dati, il fut vendu en 1890 par Giovanni Tolomei Baldovinetti à Tommaso Rosselli Del Turco (1858-1937). 
Les premier et deuxième étages sont similaires sur le plan architectural, avec une rangée d'élégantes fenêtres cintrées avec des cadres similaires à ceux du portail, soulignés par des jeux de corniches marcapianos saillantes. Typiquement du XVIIe siècle (ou plus tard) est l'élément du balcon avec balustrade en fer forgé.   

## Articles associés
- Tour des Baldovinetti